# Костенец (Владимирская область)
Костенец — посёлок в Селивановском районе Владимирской области России, входит в состав Малышевского сельского поселения.

## География
Посёлок расположен в 13 км на северо-запад от центра поселения села Малышево и в 32 км на юго-запад от райцентра рабочего посёлка Красная Горбатка.

## История
Образован после Великой Отечественной войны при разработке Костенецкого месторождения известняков, до 1990-х годов в посёлке существовала ж/д линия от станции Безлесная, посёлок входил в состав Малышевского сельсовета, с 2005 года — в составе Малышевского сельского поселения.

## Население
| 2002 | 2010 | 2021 |
| ---- | ---- | ---- |
| 357  | ↘260 | ↗265 |

## Инфраструктура
В посёлке расположены фельдшерско-акушерский пункт, сельский клуб, детский сад № 11, отделение федеральной почтовой связи.